# Галёрка (театр)
О́мский госуда́рственный драмати́ческий теа́тр «Галёрка» — один из театров Омска, создан в 1990 году.
Его создателем и бессменным художественным руководителем является Владимир Фёдорович Витько — заслуженный деятель искусств России, заслуженный артист России. Театр был основан при строительном кооперативе и первоначально арендовал помещения в омском Доме учителя, гастролируя при этом по областным сценам. В следующем году он получил статус муниципального, а затем занял здание дома культуры «Юность», договорившись о переводе коллективов самодеятельности в другой ДК.
С самого начала театр заявил, что придерживается принципов русского реалистического психологического театра. Театр «Галёрка» — постоянный участник Всероссийских и Международных фестивалей и форумов. «Галёрка» была с гастролями во многих российских городах. В июне 2010 года омский театр принимал участие в программе Российской национальной выставки в Париже, где представлял культуру Омского региона.
В «Галёрке» поставлены спектакли по произведениям А. П. Чехова, Ф. М. Достоевского, А. В. Вампилова, В. Н. Крупина, В. Г. Распутина, С. Л. Лобозёрова, А. Н. Толстого, А. Н. Островского и других.
В театре работали: Народный артист России Юрий Григорьевич Гребень (1996—2014), Анатолий Михайлович Кузнецов (1996—2006).
В театре ставили спектакли режиссёры: Сергей Стеблюк, Андрей Русинов

## Здание
Вскоре после основания, в 1992 году, театр разместился в здании бывшего дворца культуры «Юность» по адресу улица Богдана Хмельницкого, дом 236. ДК был построен в первой половине 1960-х гг. и принадлежал ракетно-авиационному заводу «Полёт». Однако в 2005 году находившееся в аварийном состоянии здание было закрыто на реконструкцию, которая затянулась на 13 лет. В ходе реконструкции по проекту группы архитекторов НПО «Мостовик» бывший ДК был полностью перестроен. Новый театр стал трёхэтажным и получил фасад в стиле модерн, а также новый зрительный зал на 300 человек, подвижную сцену, репетиционные залы, гримёрные, швейный и бутафорский цеха. Общая стоимость реконструкции составила около 530 млн рублей.